# Joan Lind
Joan Lind, född den 26 september 1952 i Long Beach, Kalifornien, död 28 augusti 2015 i Long Beach, Kalifornien, var en amerikansk roddare.
Hon tog OS-silver i scullerfyra i samband med de olympiska roddtävlingarna 1984 i Los Angeles.